# Скалигеры

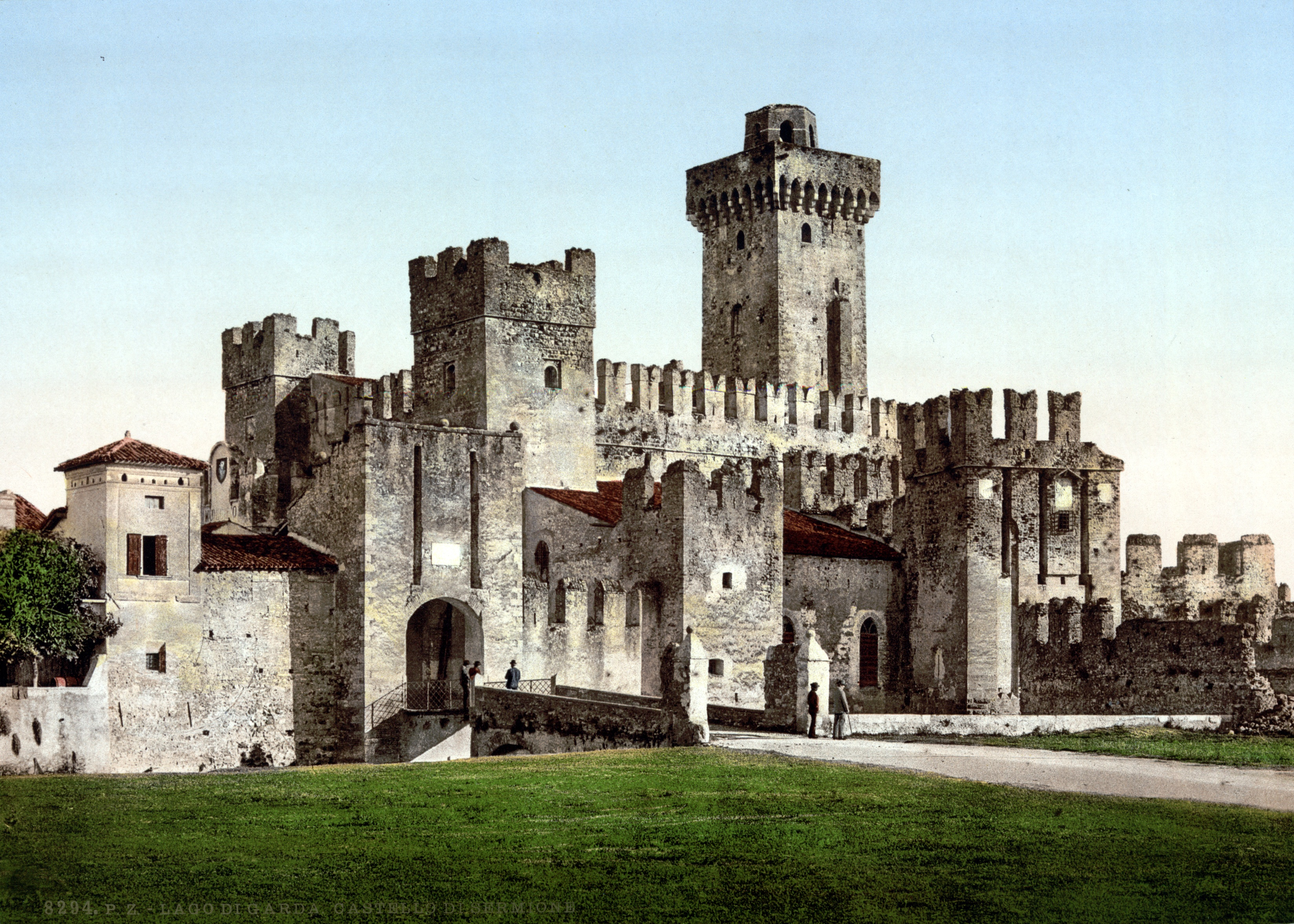
Замок Скалигеров в Сирмионе.

Скалигеры или делла Скала (итал. della Scala) — знатный гибеллинский род из Вероны, который правил Вероной с 1260 по 1387 годы. Представители династии Скалигеров внесли большой вклад в культуру города, формально занимая должность наместников (итал. podestà).
Упоминается в Вероне ещё ранее середины XI века. Мастино I делла Скала, основатель величия своего дома. В 1260 году он был избран подесто́й в Вероне, в 1262 году ─ капитаном народа. Расширил владения Вероны к северу и сделал её убежищем для гибеллинов, вытесненных из всей остальной Ломбардии; сопровождал Конрадина в его походе против Карла I Анжуйского. В 1279 году Мастино был убит из личной мести.
Наиболее выдающимся представителем рода был Кангранде I делла Скала (1291—1329), ставший во главе Вероны в 1312 году. Его двор служил прибежищем для ученых и поэтов того времени; при нём жил и Данте, изгнанный из Флоренции.
Преемником Кангранде был племянник его Мастино II делла Скала (1329—1351). Удачные походы значительно расширили его владения вплоть до Тосканы, но вовлекли его в войну с Флоренцией, Миланом и Венецией; он потерял Парму, а Лукку вынужден был продать Флоренции.
После смерти Мастино II история его рода представляет собой печальную картину разгула тирании и торжества бесчестности. В 1387 году Галеаццо II Висконти, правитель Милана, изгнал последнего делла Скала, Антонио (1375—1388), из Вероны. 
Когда Висконти в 1406 году должны были уступить Верону Венеции, сыновья Антонио делла Скала потребовали в сенате возвращения им власти над городом, но домогательства их были отклонены, и они так и умерли в изгнании.
Последний делла Скала умер в 1598 году на баварской службе; от этого рода по женской линии происходят Ламберг-Дитрихштейны. Скалигеры много способствовали украшению Вероны.

## Известные представители и годы их правления
- Мастино I делла Скала (1262—1277)
- Альберто I делла Скала (1277—1301)
- Кан Гранде I делла Скала (1308—1329), в правление которого под контроль Вероны попали города Падуя, Тревизо и Виченца
- Мастино II делла Скала (1329—1351), в правление которого под Верона достигла ещё большего могущества,
- Делла Скала, Альберто II (1306—1352) — правитель Вероны из династии Скалигеров.
- Делла Скала, Альбойно (? — 1311) — правитель Вероны из династии Скалигеров.
- Делла Скала, Антонио (1363—1388) — последний правитель Вероны из династии Скалигеров.
- Делла Скала, Бартоломео I (ум. 1304) — итальянский кондотьер и сеньор Вероны из дома Скалигеров с 1301 по 1304 год.
- Делла Скала, Бартоломео II (? — 1381) — правитель Вероны из династии Скалигеров.
- Делла Скала, Гульельмо (1350—1405) — последний правитель Вероны из династии Скалигеров.
- Делла Скала, Кангранде II (1332—1359) — итальянский государственный деятель и кондотьер, сеньор Вероны.
- Делла Скала, Кансиньорьо (1340—1375) — итальянский кондотьер и государственный деятель.
- Делла Скала, Констанца (? — после 27 апреля 1306) — дочь правителя Вероны Альберто I делла Скала, вторая жена маркиза Феррары.
- Делла Скала, Паоло Альбойно (1343—1375) — правитель Вероны из династии Скалигеров.
- Делла Скала, Реджина (1331—1384) — старшая дочь Мастино II делла Скала, сеньора Вероны, Виченцы, Падуи, Пармы, Брешиа, Лукка и Таддео ди Каррара.